# Pterolophia parobliquata
Pterolophia parobliquata är en skalbaggsart som beskrevs av Stefan von Breuning 1965. Pterolophia parobliquata ingår i släktet Pterolophia och familjen långhorningar.
Artens utbredningsområde är Laos. Inga underarter finns listade i Catalogue of Life.